# Gustav Kobbé
Gustave Kobbé est un critique musical américain, né à New York le 4 mars 1857 et mort au large de New York le 27 juillet 1918.
Il est surtout célèbre pour son guide d'opéras The Complete Opera Book, édité pour la première fois à titre posthume en 1919 aux États-Unis et traduit en français aux éditions Robert Laffont (collections Bouquins). Ce guide est souvent appelé, par antonomase, le Kobbé.

## Biographie
Il fait ses études dans sa ville natale à New York et à Wiesbaden en Allemagne. Il est successivement rédacteur en chef de la Musical Review, correspondant du New York World et il écrit de nombreux articles pour les principales revues américaines avant de devenir critique musical du New York Herald durant dix-huit ans.
Passionné de navigation c'est lors d'un accident en mer qu'il trouve la mort en juillet 1918 : un hydravion s'apprêtant à amerrir heurte son bateau dans la Great South Bay (« Grande baie sud ») au large de Long Island. Kobbé était alors sur le point de terminer un ouvrage rassemblant ses notes sur les opéras auxquels il avait assisté.

## "Le Kobbé"
- The Complete Opera Book (traduction en français : Tout l'opéra : De Monteverdi à nos jours, Editions Robert Laffont, coll. Bouquins)